# Semnopithecus dussumieri
Semnopithecus dussumieri là một loài động vật có vú trong họ Cercopithecidae, bộ Linh trưởng. Loài này được I. Geoffroy mô tả năm 1843.
Đây là loài bản địa tiểu lục địa Ấn Độ. Loài khỉ này sống trong các nhóm trong rừng và môi trường sống nông thôn khác, với một số nhóm được làm quen với sự tiếp xúc và kiếm ăn của con người. Chúng là động vật ăn cỏ, ban ngày kiếm ăn chủ yếu trên tán lá, quả và hoa, và ngủ vào ban đêm trên cây cao.

## Hình ảnh

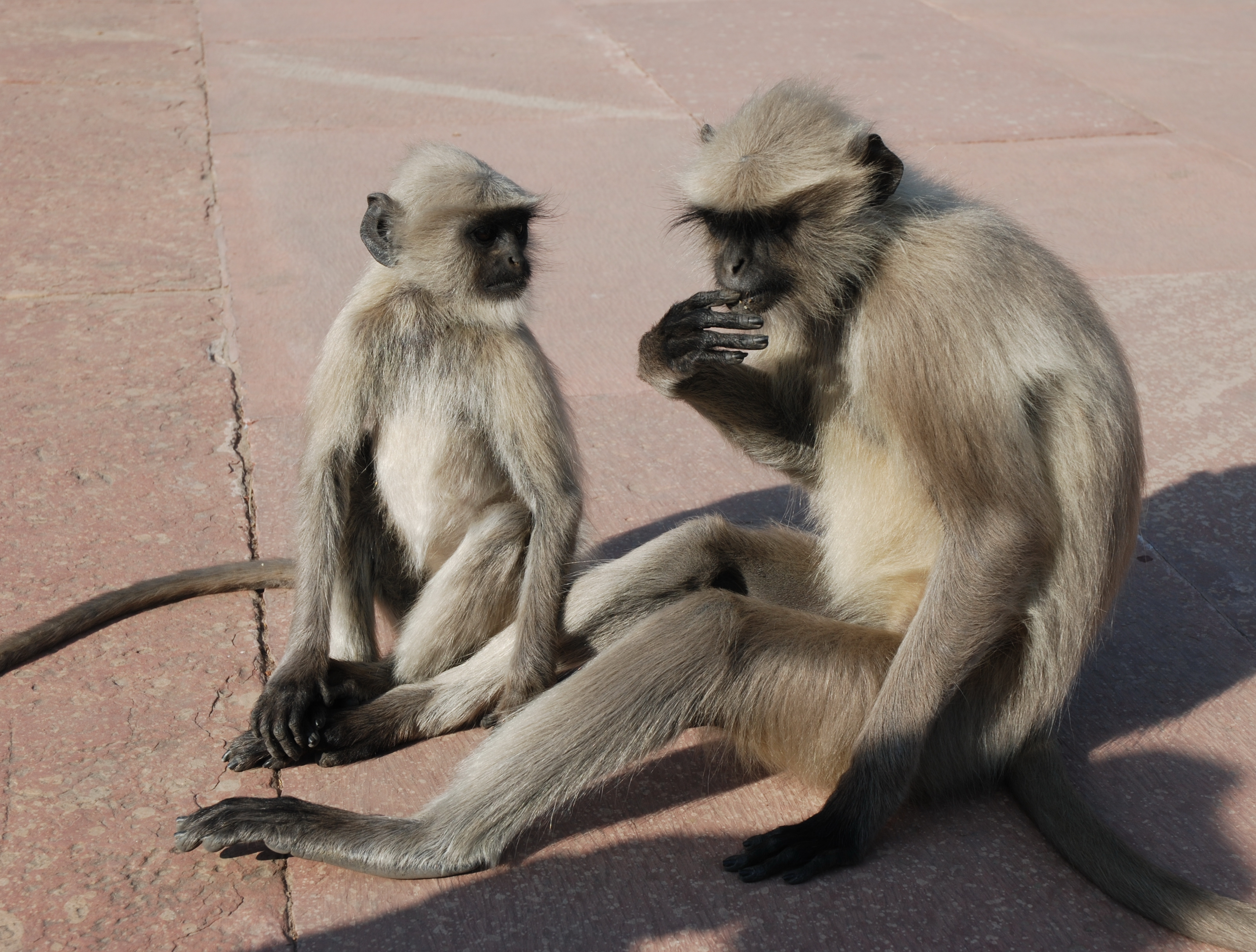
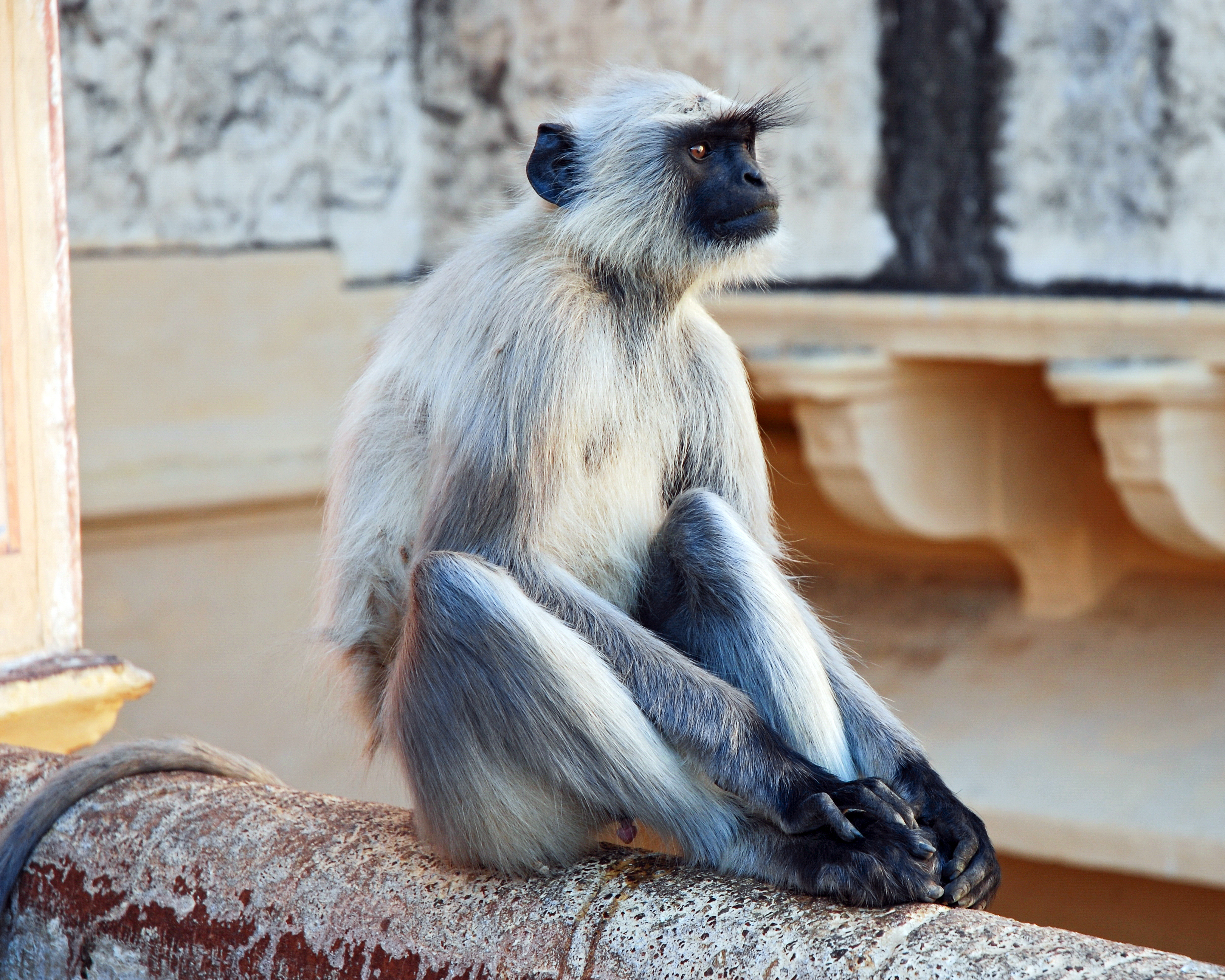
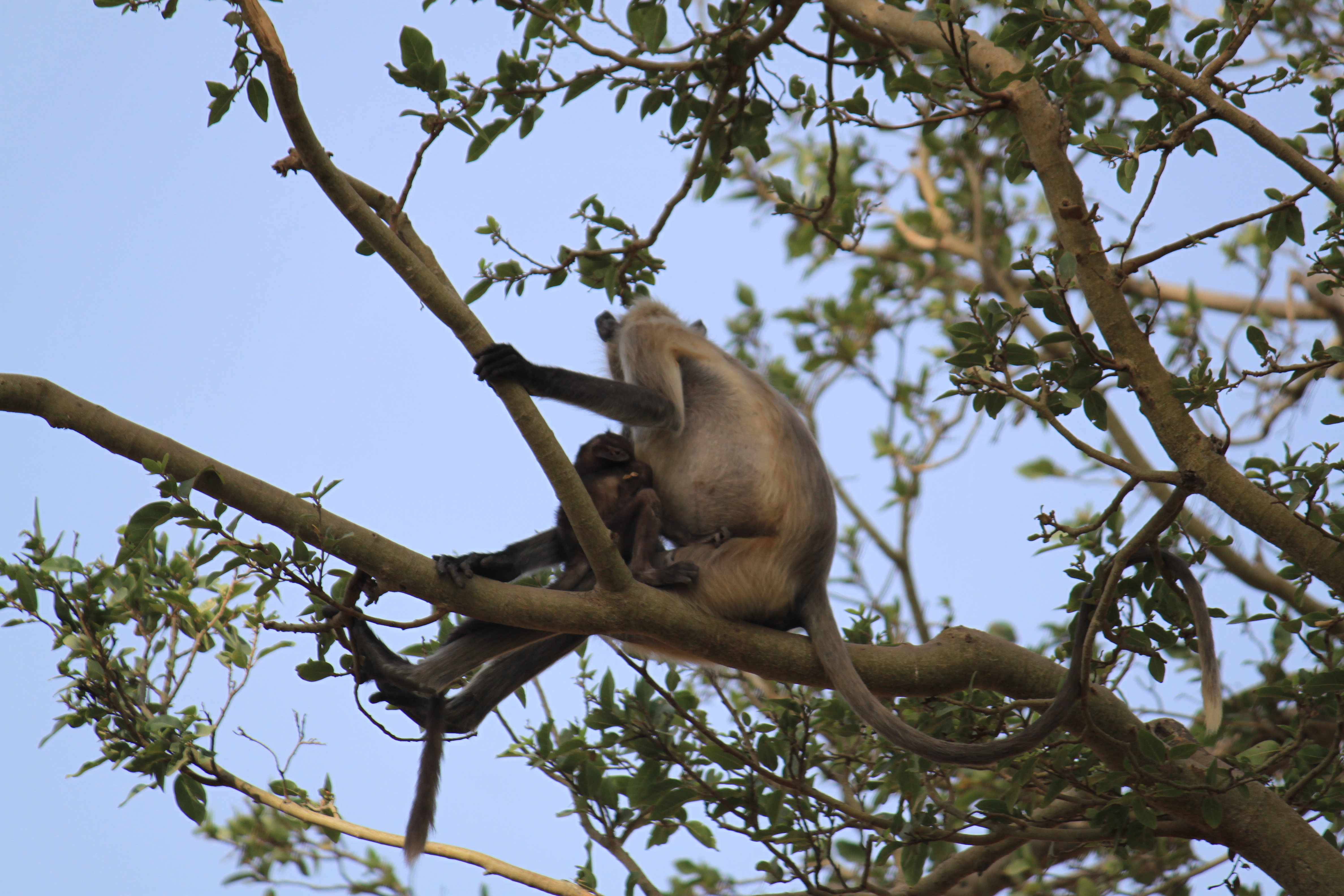
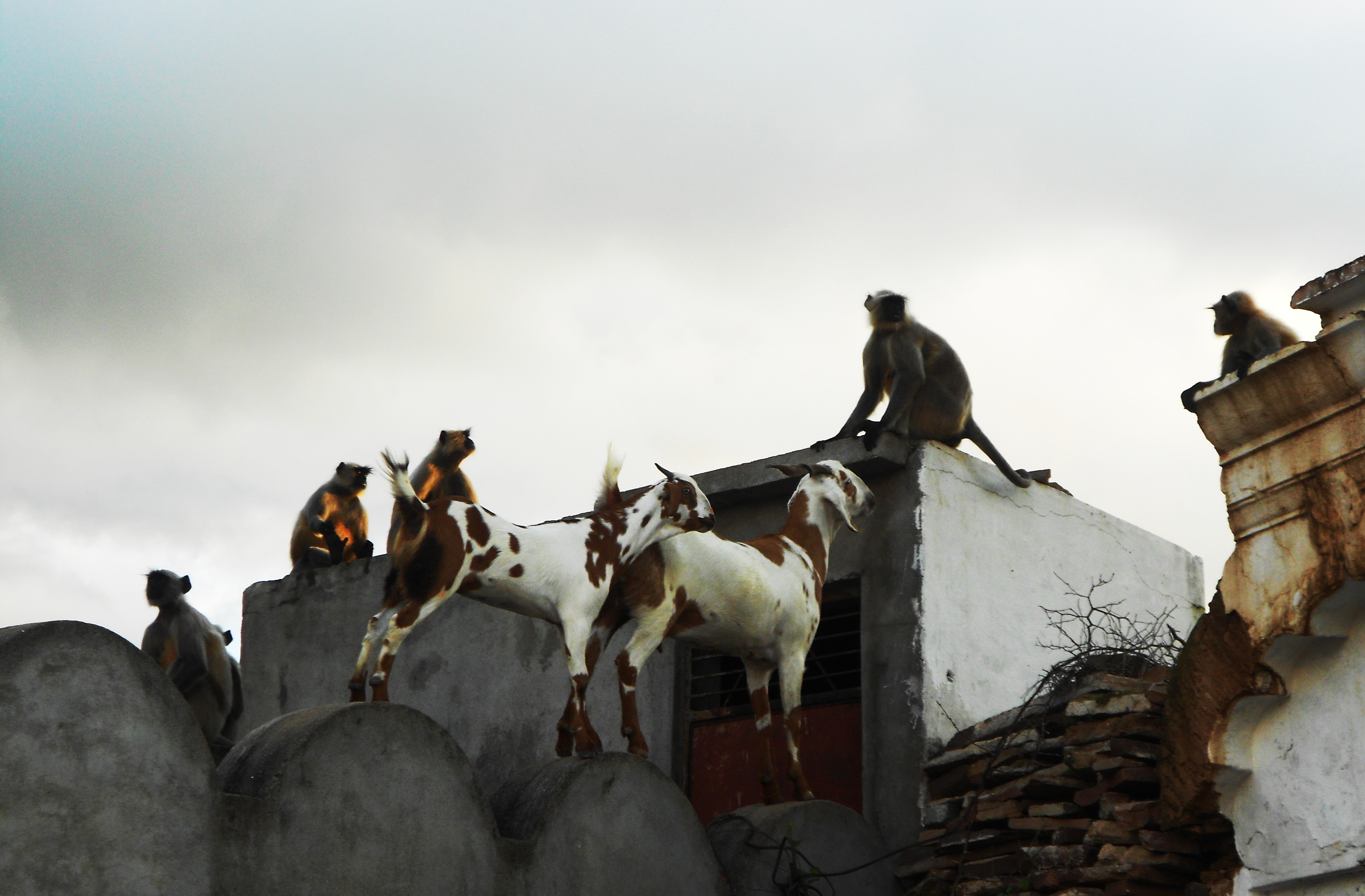